# Bankenschlüssel
Mit dem Bankenschlüssel wird in Deutschland im Umsatzsteuergesetz (UStG) ein gemäß § 15 Absatz 4 Umsatzsteuergesetz ermittelter Verteilungsschlüssel für den Abzug von Vorsteuern in Kreditinstituten bezeichnet. Er bestimmt die Verteilung der nicht direkt zuordenbaren Kosten zwischen den Geschäften, die umsatzsteuerpflichtig sind und denen, die es nicht sind.

## Hintergrund
Banken sind in Kernbereichen ihres Geschäftes von der Umsatzsteuer befreit. Grund ist, dass Banken im Kredit- und Einlagengeschäft keinen "Umsatz" haben, sondern eine Marge erwirtschaften, die dem Unterschied zwischen Soll- und Haben-Zinsen entspricht. Diese Bruttomarge ist aber weder Umsatz noch Gewinn. Sie dient der Deckung der Risikokosten (z. B. Kreditausfall) sowie der Verwaltungskosten (Personal- und Sachkosten) der Bank und ist Quelle ihres Gewinns. In die Logik einer Mehrwertsteuer sind Banken daher schlecht einzuordnen. Im Gegenzug ist auch ein Vorsteuerabzug grundsätzlich nicht möglich.
Nur ein sehr geringer Teil des Bankgeschäfts ist umsatzsteuerpflichtig, für bestimmte Teile kann zur Umsatzsteuer optiert werden. Ein Beispiel für die bestehende Umsatzsteuerpflicht ist das Depotgeschäft oder als sonstige Leistung der Bank das Bankschließfach. Hier sind die Depotgebühren Umsatz im Sinne des Gesetzes, weil sie Entgelt für eine Dienstleistung darstellen. Konsequenterweise sind hier die darauf entfallenden Vorsteuern abzugsfähig.
Da jedoch 98 % der Sachkosten einer Bank als Gemeinkosten angesehen werden müssen und keine direkte Zuordnung stattfinden kann, braucht es für diese einen Aufteilungsschlüssel. Ein Teil wird dem gewöhnlichen Aktiv- und Passivgeschäft zugeordnet (Folge: Kein Vorsteuerabzug) und ein weiterer Teil dem umsatzsteuerpflichtigen Geschäft (Folge: Vorsteuerabzug). Hierbei teilt sich der Vorsteuerabzug nochmals in direkt zuordenbare Kosten (Bsp.: Kauf einer Bankschließfachanlage) und den nicht direkt zuordenbaren Kosten. Für die nicht direkt aufteilbaren Kosten wird ein Verteilungsschlüssel, der sogenannte Bankenschlüssel, verwendet.
Die Option zur Umsatzsteuer betrifft ausschließlich Geschäfte mit zum Vorsteuerabzug berechtigte Unternehmer. Hierbei entschließt sich die Bank die Umsätze mit diesen Unternehmern als Umsatzsteuerpflichtig zu deklarieren. Somit werden die gesamten Kosten (Zinsen, Entgelte, Provisionen) der Umsatzsteuer unterworfen. Dadurch entsteht diesen kein Nachteil, da sie die fremde Umsatzsteuer als Vorsteuer geltend machen können und im Gegenzug Umsatzsteuer an das Finanzamt abführen. Die Bank kann so den prozentualen Anteil des Vorsteuerabzuges erhöhen, da sich dieser zusammenfassend nach der Höhe der umsatzsteuerpflichtigen Ausgangsumsätze richtet. Dies ist für das Kreditinstitut mit einem hohen Aufwand verbunden, hilft aber langfristig die Kosten zu senken und somit auch die Kosten für die Kunden stabil zu halten.

## Rechtslage
Für die Aufteilung der Vorsteuerbeträge dieser Gemeinkosten war bis 1991 im Abschnitt 208 Abs. 4 der Umsatzsteuerrichtlinien 1988 speziell für Kreditinstitute eine Methode beschrieben. Danach erfolgte die Zuordnung entweder gemäß dem Verhältnis der Erträge der jeweiligen Bereiche oder gemäß den Entgelten für diese Leistungen.
In die Umsatzsteuerrichtlinien 1992 wurde der Bankenschlüssel nicht übernommen. Ohne eine offizielle Regelung greifen nun die allgemeinen Regelungen von § 15 Abs. 4 UStG und der Abschnitte 207–210 der Umsatzsteuerrichtlinien 1992. Danach ist die Schätzung des Anteils der nicht abziehbaren Vorsteuer sachgerecht, etwa entsprechend der betrieblichen Kosten- und Leistungsrechnung, vorzunehmen.
Hierbei macht die Bank einen Teil ihrer Ausgangsleistungen zu umsatzsteuerpflichtigen Leistungen im Sinne des Umsatzsteuergesetzes. Somit kann ein Teil der durch die Bank an Lieferanten gezahlten Umsatzsteuer als Vorsteuer geltend gemacht werden. Somit kann das Kreditinstitut insgesamt Vorsteuer in Höhe der steuerpflichtigen Umsätze geltend machen. Die Vorschriften des § 15 Abs. 4 UStG geben hierbei den nötigen Rechtlichen Rahmen mit der Formulierung "Der Unternehmer kann nicht abziehbare Teilbeträge im  Wege einer sachgerechten Schätzung ermitteln." Um hierbei Missverständnisse zu vermeiden und die Regelungen der Durchführungsverordnung zu spezifizieren, hat das Bundesministerium für Finanzen am 12. April 2005 dazu ein Schreiben veröffentlicht. Darin wird die Durchführung der Umsatzsteuer-Option in Banken, der sogenannte „neue Bankenschlüssel“, genauer erläutert. In § 9 UStG gibt der Gesetzgeber zudem die Möglichkeit, dass nach § 4 von der Umsatzsteuer befreite Umsätze, wenn sie an Unternehmer geleistet werden, auch als Umsatzsteuerpflichtig deklariert werden können.
In der 6. Mehrwertsteuersystemrichtlinie (MwStSysRL) der Europäischen Union ist der Bankenschlüssel eine Teilmenge des Pro-Rata-Satzes.